# 釆部
釆部（）は、漢字を部首により分類したグループの一つ。
康熙字典214部首では165番目に置かれる（7画の19番目、酉集の19番目）。

## 概要
「釆」字は弁別することを意味する。
『説文解字』によると、獣の指爪が分かれている形に象る。猟師が動物の足跡から獲物の種類を特定することができたことから弁別の意味ができたとされる。
偏旁の意符としては弁別・分別に関することを示す。
釆部はこのような意符を構成要素に持つ漢字を収める。
ただし、「番」や「悉」はこの部ではなく、脚の部に収められている。また「采」字（爪と木の会意で「採取」の意味）は楷書で「釆」に似ているので、この部に収められている。

## 部首の通称
- 日本：のごめ・のごめへん（片仮名の「ノ」と「米」を組みあわせた形であることから）
- 韓国：분별할변부（bunbyeolhal byeon bu、辨別する釆部）
- 英米：Radical distinguish

## 部首字
釆
- 中古音
  - 広韻 - 蒲莧切、襉韻、去声
  - 詩韻 - 諫韻、去声
  - 三十六字母 - 並母
- 現代音
  - 普通話 - ピンイン：biàn 注音：ㄅㄧㄢˋ ウェード式：pien4
  - 広東語 - Jyutping:bin6 イェール式:bin6
- 日本語 - 音：ハン（漢音）・ベン（呉音）
- 朝鮮語 - 音：변(byeon) 訓：분별할（bunbyeolhal、辨別する）

## 例字
- 釆・采
  - 5:釉、13:釋（釈4）